# Aphoebantus scalaris
Aphoebantus scalaris is een vliegensoort uit de familie van de wolzwevers (Bombyliidae). De wetenschappelijke naam van de soort is voor het eerst geldig gepubliceerd in 1950 door Axel Leonard Melander.